# HD9336
HD9336 — хімічно пекулярна зоря спектрального класу A4, що має видиму зоряну величину в смузі V приблизно  6,8.
Вона  розташована на відстані близько 285,6 світлових років від Сонця.